# Dani Niederberger
Daniel „Dani“ Niederberger (* 22. Juli 1973 in Wolfenschiessen) ist ein ehemaliger Schweizer Biathlet.
Dani Niederberger lebt und trainierte in seinem Geburtsort Wolfenschiessen, für dessen Verein SC Wolfenschiessen er auch antrat. Der Hochbauzeichner begann 1996 mit dem Biathlonsport und gab 1998 sein Debüt im Biathlon-Weltcup. In Pokljuka belegte er in einem Einzel den 80. Platz. Dort wurde er auch in der Staffel im Rahmen der Biathlon-Weltmeisterschaften 1998 eingesetzt und wurde an der Seite von Corsin Rauch, Reto Hänni und Jean-Marc Chabloz 17. 2000 erreichte er mit einem 67. Platz in einem Sprint in Ruhpolding sein bestes Resultat in einem reinen Weltcuprennen. Am Holmenkollen in Oslo startete Niederberger erneut bei den Biathlon-Weltmeisterschaften 2000 und wurde dort 86. des Sprints und erreichte mit einem 66. Rang im Einzel sein bestes internationales Resultat in einem Einzelrennen. Ein drittes Mal nahm der Schweizer 2001 in Pokljuka an einer Weltmeisterschaft teil, bei der er 79. im Einzel, 80. im Sprint sowie mit Roland Zwahlen, Jean-Marc Chabloz und Matthias Simmen als Schlussläufer der Staffel 17. wurde. Höhepunkt der Karriere wurden die Olympischen Winterspiele 2002 von Salt Lake City, bei denen Niederberger mit Zwahlen, Simmen und Chabloz erneut als Schlussläufer zum Einsatz kam und die Schweizer Staffel auf den 18. Platz führte. Kurz darauf nahm er auch in Kontiolahti an den Biathlon-Europameisterschaften 2002 teil und belegte dort den 48. Platz im Einzel, wurde 33. im Sprint und 43. in der Verfolgung. Seit der Saison 2002/03 startete der Schweizer nicht mehr im Weltcup, sondern trat zumeist im Biathlon-Europacup an. Hier lief er noch bis 2005, ohne jedoch, abgesehen von Staffelrennen und Testwettbewerben wie dem Super-Sprint, Top-Ten-Ergebnisse zu erreichen. In Forni Avoltri lief Niederberger bei den Biathlon-Europameisterschaften 2003 seine zweite EM, bei der er 33. im Einzel wurde, 27. im Sprint und 30. in der Verfolgung. Mit Simon Hallenbarter, Mario Denoth und Jürg Kunz erreichte er im Staffelrennen zudem den 14. Platz. Seine letzte internationale Meisterschaft lief Niederberger bei den Biathlon-Europameisterschaften 2004 in Minsk. In Belarus belegte er die Ränge 31 im Einzel, 38 im Sprint und 43 im Verfolgungsrennen. Zwischen 2001 und 2004 lief er auch mehrfach in Skilanglauf-FIS-Rennen. 2005 beendete Niederberger zum Ende der Saison seine Karriere.

## Biathlon-Weltcup-Platzierungen
Die Tabelle zeigt alle Platzierungen (je nach Austragungsjahr einschliesslich Olympische Spiele und Weltmeisterschaften).
- 1.–3. Platz: Anzahl der Podiumsplatzierungen
- Top 10: Anzahl der Platzierungen unter den ersten zehn (einschliesslich Podium)
- Punkteränge: Anzahl der Platzierungen innerhalb der Punkteränge (einschliesslich Podium und Top 10)
- Starts: Anzahl gelaufener Rennen in der jeweiligen Disziplin

| Platzierung         | Einzel | Sprint | Verfolgung | Massenstart | Staffel | Gesamt |
| ------------------- | ------ | ------ | ---------- | ----------- | ------- | ------ |
| 1. Platz            |        |        |            |             |         |        |
| 2. Platz            |        |        |            |             |         |        |
| 3. Platz            |        |        |            |             |         |        |
| Top 10              |        |        |            |             |         |        |
| Punkteränge         |        |        |            |             | 7       | 7      |
| Starts              | 12     | 26     |            |             | 12      | 50     |
| Stand: Karriereende |        |        |            |             |         |        |